# Eurotech
 (juillet 2020).
Si vous disposez d'ouvrages ou d'articles de référence ou si vous connaissez des sites web de qualité traitant du thème abordé ici, merci de compléter l'article en donnant les références utiles à sa vérifiabilité et en les liant à la section « Notes et références ».
 (juillet 2020).
Eurotech est une société italienne du secteur de l'informatique. Elle commercialise notamment des supercalculateurs et des systèmes embarqués. Eurotech est destinée à la recherche, au développement, à la production et à la commercialisation d'ordinateurs miniatures (NanoPC) et d'ordinateurs haute performance (HPC). Cette activité s'applique principalement dans le domaine des systèmes embarqués appliqués aux solutions industrielles et au transport, et de l'IIoT (Internet des objets industriel).

## Description
Créée en 1992, Eurotech est une société internationale dont le siège social est situé en Italie. Avec des sites en Europe, en Amérique du Nord et en Asie, le Groupe Eurotech touche les secteurs de l'industrie, du transport, de la défense, de l'aéronautique, du médical et de la recherche.
Son domaine d'activité concerne historiquement le domaine des ordinateurs embarqués et du contrôle en temps réel des machines. Depuis le début des années 2010, l'activité du groupe a évolué pour créer des solutions de bout en bout permettant d'interconnecter de manière transparente des objets intelligents distribués et déplacer des données d'une machine à l'autre, et pas seulement au sein des machines. Ces nouvelles solutions s'appuient sur les technologies du Cloud Computing.
Eurotech a développé la notion de Pervasive Computing en l'appliquant au contrôle en temps réel des machines. Cela combine trois facteurs clés : la miniaturisation des ordinateurs capables de traiter l'information ; leur diffusion dans le monde réel - intégrée dans les bâtiments et les machines, à bord des véhicules et dans l'environnement ; et leur capacité à communiquer et à établir des réseaux.
Cette activité fait partie aujourd'hui de ce que l'on nomme Internet des Objets. Le groupe Eurotech a développé une solution complète de collecte des données sur le terrain et de leur envoi dans les serveurs du Cloud. 

## Principaux actionnaires
Au 8 juillet 2020
| Emera                             | 20,0% |
| Fideuram Investimenti             | 2,65% |
| Eurotech                          | 2,50% |
| Investor Asset Management         | 1,44% |
| Roberto Siagri                    | 1,24% |
| Dimensional Fund Advisors         | 1,24% |
| RAM Active Investments            | 1,17% |
| Marshall Wace                     | 1,06% |
| Lazard Asset Management           | 0,97% |
| Norges Bank Investment Management | 0,90% |